# Hervé d'Encausse
Hervé d'Encausse (Hanoi, 27 settembre 1943) è un ex astista francese.

## Biografia
Nel suo palmarès figurano una medaglia di bronzo conquistata ai Giochi del Mediterraneo del 1963 e un'altra, sempre di bronzo, ai Campionati europei del 1966.
Il 9 settembre 1967, saltando 5,28 m, stabilì il record europeo della specialità superando di 5 centimetri il precedente primato del tedesco orientale Wolfgang Nordwig. Un mese più tardi il suo record fu migliorato dal greco Christos Papanikolaou, ma il 5 giugno 1968 d'Encausse se ne riappropriò con la misura di 5,37 m.
Ha partecipato a tre edizioni dei Giochi Olimpici ottenendo come miglior risultato un settimo posto a Città del Messico 1968. 
Suo figlio Philippe è stato anch'egli un astista di livello internazionale.

## Palmarès
| Anno | Manifestazione          | Sede     | Evento           | Risultato | Prestazione | Note |
| ---- | ----------------------- | -------- | ---------------- | --------- | ----------- | ---- |
| 1963 | Giochi del Mediterraneo | Napoli   | Salto con l'asta | Bronzo    | 4,55 m      |      |
| 1966 | Campionati europei      | Budapest | Salto con l'asta | Bronzo    | 5,00 m      |      |